# 想い出のスクリーン
「想い出のスクリーン」は、1979年2月5日にリリースされた八神純子の6枚目のシングルである。

## 解説
- 「想い出のスクリーン」は、のちに「Distant Memories」というタイトルで英語でセルフカバーしている。（GTSのアルバムに収録。アーティスト表記はGTS feat. JUNE STANLEY）
- 2003年 タイムスリップグリコ　青春のメロディーチョコ第2弾 に、8cmCDで復刻されたものがオマケとなった。

## 収録曲
1. 想い出のスクリーン (3分43秒)
  - 作詞：三浦徳子／作曲：八神純子／編曲：大村雅朗
2. 雨の休日 (3分28秒)
  - 作詞・作曲：八神純子／編曲：大村雅朗

## リリース日一覧
| 地域 | リリース日    | レーベル                | 規格                   | カタログ番号 | 備考                     |
| ---- | ------------- | ----------------------- | ---------------------- | ------------ | ------------------------ |
| 日本 | 1979年2月5日  | ディスコメイトレコード  | シングル盤             | DSF-127      | STEREO                   |
| 日本 | 2007年8月1日  | YAMAHA MUSIC PUBLISHING | デジタル・ダウンロード | 260510571    | iTunes Store             |
| 日本 | 2012年10月1日 | YAMAHA MUSIC PUBLISHING | デジタル・ダウンロード | 43000017     | mora AAC-LC 320kbps 歌詞 |

## カバー
- 徳永英明（カバーアルバム『VOCALIST 6』収録）
- Ms.OOJA（カバーアルバム『流しのOOJA 〜VINTAGE SONG COVERS〜』収録）

## 関連作品
- アルバム『JUNKO THE BEST』